# Liste von Literaturpreisen

## Internationale Preise
- Adalbert-Stifter-Preis für Schriftsteller und Übersetzer Mitteleuropa – seit 1926 – Österreich
- Albatros-Literaturpreis für Schriftsteller und Übersetzer – von 2006 bis 2014 – Bremen
- André-Gide-Preis für jüngere Übersetzer(innen) deutsch-französisch – von 1998 bis 2010 – Stuttgart
- Anna-Seghers-Preis für Nachwuchsautoren aus deutschsprachigen und lateinamerikanischen Ländern – seit 1986 – Berlin
- Das außergewöhnliche Buch für bemerkenswerte Bücher für Kinder und Jugendliche – seit 2012 – Berlin
- Basler Lyrikpreis – seit 2008 – Schweiz – Preisgeld 10.000 SFr
- Booker Prize (offiziell Man Booker Prize for Fiction) für englischsprachige Romane – 1969 – Vereinigtes Königreich
- Bram Stoker Award – Horrorliteratur – seit 1987 – USA
- Budapest Grand Prize – seit 1995 vergebener Literaturpreis des ungarischen International Book Festival – Ungarn
- Charles-Veillon-Preis – 1948–1971 – Schweiz
- Corine – Internationaler Buchpreis – Bayern – seit 2001 – diverse Kategorien (Sachbuch, Hörbuch, Belletristik, Wirtschaft, Debütpreis, Kinder- und Jugend, Futurepreis, …)
- DAM Architectural Book Award – seit 2008 für internationale Sachbücher und Bildbände über Architektur – verliehen vom Deutschen Architekturmuseum (DAM)
- Diagram-Preis – für den ungewöhnlichsten englischsprachigen Buchtitel – seit 1978 – Vereinigtes Königreich
- Duncan Lawrie International Dagger – für ins Englische übersetzte Kriminalliteratur – seit 1955 – Vereinigtes Königreich
- Erich-Fried-Preis – seit 1990 – jährlich – Österreich – Preisgeld 15.000 Euro
- Ernst-Meister-Preis für Lyrik – seit 1981 – Hagen
- Euregio-Schüler-Literaturpreis – jährlich seit 2002, 400 Schülern aus D/NL/BEL wählen aus sechs Werken (alle jeweils übersetzt ins Deutsche/Niederländische/Französische) einen Gewinner, Preisgeld 5.000 Euro; auch an die Übersetzer werden Preise (1.000 Euro) verliehen. – Aachen / Maastricht / Liege
- Europäischer Gartenbuchpreis – seit 2007 – vergeben von Schloss Dennenlohe[1] – Bayern
- Europäischer Preis für Literatur – seit 2005 – Straßburg
- Feldkircher Lyrikpreis – seit 2003 – Österreich
- Floriana Literaturpreis – Biennale für Literatur für Schriftsteller – Linz/Österreich
- Franz-Kafka-Literaturpreis Prag – seit 2001
- Franz-Tumler-Literaturpreis – seit 2007 – Laas/Vinschgau/Südtirol/Italien
- Friedenspreis des Deutschen Buchhandels – seit 1950 – Frankfurt am Main
- Goethepreis der Stadt Frankfurt – seit 1927
- Goldener Kranz Poesiepreis aus Struga (Mazedonien)
- Grand Prix littéraire de l’Afrique noire – für den besten französischsprachigen Roman Schwarzafrikas – seit 1961 – Paris (Senegal, Kamerun, Togo, Kongo, Burkina Faso, Niger, …)
- Großer Österreichischer Staatspreis für Literatur – seit 1936 – Österreich
- Gutenberg-Preis der Stadt Mainz – 1901
- Hans Christian Andersen Award – seit 1956 – Internationaler Kinder- und Jugendliteraturpreis – Dänemark, Jury international, Preisträger international – reiner Ehrenpreis mit einer Goldmedaille
- Hans-Christian-Andersen-Literaturpreis – seit 2007 – alle zwei Jahre – Preisgeld 64.000 Euro – Odense/Dänemark
- Hans-Sahl-Preis – 1995 – Autorenkreis der Bundesrepublik – Forum für Literatur und Politik – Preisgeld 10.000 Euro
- Hoffmann-von-Fallersleben-Preis – seit 2000 – Hoffmann-von-Fallersleben-Gesellschaft – Wolfsburg-Fallersleben – alle zwei Jahre – 15.000 Euro
- Horst-Bienek-Preis für Lyrik – seit 1991 – Bayerischen Akademie der Schönen Künste – 10.000 Euro
- Hotlist – Preis der unabhängigen deutschsprachigen Buchverlage – seit 2009 – Frankfurter Buchmesse – 5.000 Euro – Deutschland/Österreich/Schweiz
- Hubert-Burda-Preis für junge Lyrik – seit 1999 – jährlich – von Hubert Burda gestifteter Förderpreis für junge osteuropäische Lyriker – 5.000 Euro
- International Book Awards – für Autoren auf Englisch vorliegender Literatur (by Bookvana) – seit 2010 – diverse Kategorien (Tiere, Kinder, Anthologie, Kunst, Autobiografie, Bestes Design, Business, …)
- International DUBLIN Literary Award – seit 1996 – ursprüngl. gestiftet v.d. amerikanischen Firma Improved Management Productivity and Control (IMPAC) – 100.000 Euro
- International Rubery Book Award – für Autoren auf Englisch vorliegender Literatur
- Internationaler Literaturpreis – Haus der Kulturen der Welt – seit 2009 – jährlich – Berlin – Preis für fremdsprachigen Autor (20.000 Euro) und Übersetzerpreis (15.000 Euro)
- Internationaler Stefan-Heym-Preis – seit 2008 – an zeitkritische und couragierte Autoren und Publizisten – alle drei Jahre – Preisgeld 40.000 Euro – Chemnitz
- International Thriller Award – Thrillerliteratur – seit 2006 – von The International Thriller Writers Inc. – an englischsprachige Thriller – Eureka, Toronto / Kanada
- Jean-Améry-Preis für Essayistik – 1982
- Kinder- und Jugendliteraturpreis des Nordischen Rates
- Lambda Literary Award – englischsprachige Werke im Bereich LGBT – seit 1988
- Leipziger Buchpreis zur Europäischen Verständigung – seit 1994 – jährlich – zur Leipziger Buchmesse – 15.000 Euro Preisgeld
- Lettre Ulysses Award for the Art of Reportage – von 2003 bis 2006
- LiBeraturpreis – Frankfurt – seit 1988 – jährlich – Preisgeld 3.000 Euro
- LITERAturpreis – Linz
- Literaturpreis der Europäischen Union, seit 2009
- Literaturpreis des Nordischen Rates – für skandinavische Schöne Literatur – seit 1962
- Literaturpreis des Samenrates
- Kiriyama-Preis – für herausragende neue Bücher (Fiktion und Sachbuch) aus oder zu den Pazifik-Anrainer-Ländern – seit 1996
- Man Booker International Prize – für Autoren auf Englisch vorliegender Literatur – seit 2005
- McKitterick Prize, Kanada
- National Jewish Book Awards – für Autoren auf Englisch vorliegender Literatur
- Nobelpreis für Literatur – der bekannteste internationale Literaturpreis – seit 1901
- Nordischer Preis der Schwedischen Akademie – für Schriftsteller aus den nordischen Ländern – seit 1986
- Nosside – Internationaler Lyrikpreis des Centro Studi Bosio, Reggio Calabria – seit 1984
- O.-Henry-Preis für englischsprachige Kurzgeschichten – seit 1919
- Österreichischer Staatspreis für europäische Literatur – 1965
- Österreichischer Staatspreis für Kulturpublizistik – seit 1979
- Orwell Award für kritische Analysen zu öffentlichen Themen – seit 1975
- Orwell Prize für politische Literatur und für Journalismus – seit 1994
- Preis der Literaturhäuser – seit 2002
- Preis der Stadt Münster für Europäische Poesie – seit 1993
- Preis der SWR-Bestenliste – seit 1987
- Preis des Europäischen Buches – seit 2007
- Premio Alfaguara de Novela für Romane aus dem spanischsprachigen Raum – seit 1965
- Premio Alfonso Reyes
- Prémio Camões für Werke aus dem portugiesischsprachigen Raum – seit 1989
- Premio Formentor de las Letras
- Premio Germán Sánchez Ruipérez
- Premio Grinzane Cavour – von 1982 bis 2008
- Prémio Internacional de Novela Rómulo Gallegos für spanischsprachige Romane – seit 1967
- Prémio LeYa für Werke aus dem portugiesischsprachigen Raum – seit 2008
- Prinz-von-Asturien-Preis – seit 1981
- Prix Aristeion – seit 1990
- Prix Goncourt – seit 1903
- Prix Médicis – seit 1958
- Prix Jean-Monnet de littérature européenne du département de Charente – Preis für europäische Literatur
- Prix lémanique de la traduction, Schweizer Preis für deutsch-französische Übersetzungen in beiden Richtungen
- Prix Roger Caillois
- Prix triennal de bibliographie de la Ligue Internationale de la Librairie ancienne
- Pulitzer-Preis US-amerikanischer Journalisten- und Medienpreis – seit 1917
- Ripper Award – europäischer Preis für Kriminalliteratur – seit 2008
- S.E.A. Write Award – Südostasien – seit 1979
- Siegfried Lenz Preis – seit 2014
- Somerset Maugham Award – für englischsprachige Autoren unter 35 Jahren – seit 1947
- Spycher: Literaturpreis Leuk – seit 2001
- Staatspreis für erzählende Prosa – Belgien
- Stonewall Book Award – für englischsprachige Literatur im LGBT-Bereich – seit 1971
- The Martin Beck Award – Kriminalliteratur – seit 1971
- Turner Tomorrow Awards
- Usedomer Literaturpreis – seit 2011
- World Fantasy Award – Fantasyliteratur – 1975
- Würth-Preis für Europäische Literatur – seit 1998

## Nationale Preise
Andorra – Argentinien – Australien – Belgien – Brasilien – Bulgarien – China – Dänemark – Deutschland – Estland – Frankreich – Großbritannien – Indien – Island – Israel – Italien – Japan – Kanada – Litauen – Mosambik – Neuseeland – Niederlande – Norwegen – Österreich – Polen – Portugal – Russland – Schweden – Schweiz – Serbien – Slowenien – Spanien – Südafrika – USA

### Europa

#### Andorra
- Premi Fiter i Rossell de novel·la – seit 1987

#### Belgien

##### Flandern
Bei den belgischen Literaturpreisen des flämischen Sprachgebietes sind meist auch die Autoren aus den Niederlanden eingeschlossen. Manche Literaturpreise sind für das gesamte niederländische Sprachgebiet (Nederlands taalgebiet) ausgeschrieben.
- Prijs van de Vlaamse Gemeenschap voor Proza – ab 1981, alle drei Jahre
  -     -       - Vijfjaarlijkse Staatsprijs voor Letterkunde – 1855–1915, alle fünf Jahre
      - Driejaarlijkse Staatsprijs voor verhalend proza – 1918–1978, alle drei Jahre
- Fintro-Literaturpreis (Fintro Literatuur Prijs) – seit 1995 – flämischer Literaturpreis, früher „Gouden Uil“ und auch „Gouden Boekuil“
  -     -       - Goldene Büchereule – s. Finto Literatuur Prijs
- Boekenleeuw – seit 1989 – Jugendbuchpreis (niederländisch-flämisch)
- Boekenwelpen – seit 1989 – Jugendbuchpreis (niederländisch-flämisch)
- Dichter des Vaderlands (poète national) – 1899; neu seit 2014 (alle zwei Jahre)
- Paul-Snoek-Poesiepreis – seit 1986; ab 2001 alle drei Jahre
  -     -       - Gerard-Walschap-Preis – Literatuurprijs Gerard Walschap-Londerzeel, Gerard Walschap prijs  oder Seghers Literatuurprijs – von 1999 bis 2009, nur 6-mal vergeben, alle zwei Jahre
- Diamanten Kogel – Krimipreis, seit 2002 jährlich
- Preis der flämischen Leser – Prijs van de Vlaamse Lezer
- Herman-de-Coninck-Preis – Herman de Coninckprijs – seit 2007 jährlich, Literaturpreis für Poesie: bester Gedichtband / bestes Poesiedebüt / bestes Gedicht (Leservotum)
- Poëzieprijs van De Vlaamse Gids
- Poëzieprijs van de provincie Limburg
- Poëzieprijs van de provincie Antwerpen
- Arkprijs van het Vrije Woord
- Hugues C. Pernathprijs
- Gedichtendagprijzen
- Karel van de Woestijneprijs für poëzie van de gemeente Sint-Martens-Latem

##### Wallonie und Brüssel
Die frankophonen Literaturschaffenden Belgiens pflegen enge Kontakte nach Frankreich und in andere frankophone Regionen, wie es in ähnlicher Weise auch zwischen Flandern und den Niederlanden der Fall ist.
- Prix de l'Académie royale de langue et de littérature françaises
- Prix de la première œuvre

#### Bulgarien
- Helikon – seit 2002

#### Dänemark
- Beatrice-Preis
- Det Danske Akademis Store Pris
- Danske-Bank-Literaturpreis
- DR Romanpreis
- Färöischer Literaturpreis – färöische Literatur – seit 1958
- Georg-Brandes-Preis – Literaturkritik und -forschung – seit 1969
- De Gyldne Laurbær
- Hans-Christian-Andersen-Preis – Kinderliteratur – seit 1956
- Hans-Christian-Andersen-Literaturpreis
- Harald-Mogensen-Preis – Kriminalliteratur – seit 2007
- Kjeld-Abell-Preis
- Dänischer Kritikerpreis – Preis der dänischen Literaturkritikergilde – seit 1957
- Læsernes bogpris – verliehen von den Lesern der Tageszeitung Berlingske – seit 2004
- Palle-Rosenkrantz-Preis – Kriminalliteratur – seit 1987
- Søren-Gyldendal-Preis – Belletristik und Sachliteratur – seit 1958
- Weekendavisens litteraturpris – Leserpreis der Wochenzeitung Weekendavisen – seit 1980

#### Estland
- Kultuurkapitali kirjanduspreemia

#### Färöer
- Färöischer Literaturpreis – Färöische Literatur, siehe Dänemark

#### Finnland
- Aleksis-Kivi-Preis
- Anni-Swan-Medaille
- Choraeus-Preis
- Danke-für-das-Buch-Medaille
- Eeva-Joenpelto-Preis
- Edith-Södergran-Preis
- Finlandia-Preis – Roman
- Finnischer Krimipreis – Kriminalliteratur
- Helsingin-Sanomat-Literaturpreis
- Karl-Emil-Tollander-Preis
- Runeberg-Preis
- Svenska Yles litteraturpris
- Topelius-Preis (Literatur)

#### Großbritannien
- Booker Prize, der renommierteste Literaturpreis Großbritanniens
- Branford Boase Award, Jugendbuch
- Children’s Laureate, Kinderbuch
- Cholmondeley Award, Lyrik
- Costa Book Awards (bis 2021)
- CWA Dagger Award
- Dingle Prize
- Forward Poetry Prize
- Guardian Award
- Guardian First Book Award
- Hawthornden Prize
- James Tait Black Memorial Prize
- John Llewellyn Rhys Prize
- John Pickstone Prize
- Royal Society Insight Investment Science Book Prize
- T. S. Eliot Prize
- Whitbread Book Award (bis 2005)
- Wolfson History Prize
- Women’s Prize for Fiction

#### Irland
- Bisto Book of the Year Award, für Kinder- und Jugendbücher
- Dalkey Literary Award, in zwei Kategorien verliehen
- Irish Book Award, in mehreren Kategorien verliehen
- Kerry Group Irish Fiction Award, für Belletristik von irischen Schriftstellern
- Michel Déon Prize, gemeinsamer Preis der Royal Irish Academy in Irland und der Académie française in Frankreich (seit 2018)
- Patrick Kavanagh Poetry Award, für die erste veröffentlichte Gedichtsammlung eines irischen Autors
- Poetry Now Award, für die beste Sammlung von Gedichten eines irischen Dichters im vorangegangenen Jahr
- Rooney Prize for Irish Literature, an irische Autoren unter 40 Jahren verliehen

#### Island
- Blóðdropinn (dt. Bluttropfen) – Kriminalliteratur
- Isländischer Literaturpreis (isl. Íslensku bókmenntaverðlaunin), jährlich in den Kategorien Belletristik und Fachliteratur

#### Italien
- Premio Acerbi
- Premio Bagutta
- Premio Bancarella
- Premio Bergamo
- Premio Calvino
- Premio Campiello
- Premio Comisso
- Premio Cortina d’Ampezzo
- Premio letterario Elba
- Premio Insula Romana
- Premio Mondello
- Premio Nazionale Lucio Mastronardi Città di Vigevano
- Premio Scerbanenco
- Premio Strega
- Premio Stresa
- Premio Tiziano Terzani
- Premio Tondelli
- Premio Viareggio
- Premio Vittorini

#### Litauen
- Ieva-Simonaitytė-Literaturpreis, seit 1987

#### Norwegen
- Bastianpreis – Übersetzungen in der Belletristik – seit 1951
- Brageprisen – Norwegische Literatur – seit 1992
- Kinder- und Jugendbuchpreis der Riksmålsforbundet – seit 1977
- Kritikerpreis – seit 1950
- Literaturpreis der Riksmålsforbundet Literatur in Riksmål – seit 1957
- Preis der Norwegischen Akademie – Literatur in Riksmål – seit 1983
- Riverton-Preis – Kriminalliteratur – seit 1972
- Romanpreis der P2-Zuhörer – seit 1997

#### Polen
- Nike (Literaturpreis) – seit 1997
- Samuel-Bogumil-Linde-Preis – seit 1996

#### Russland
- Kalaschnikow-Literaturpreis
- Russischer Booker-Preis
- Puschkin-Medaille

#### Schweden
- Astrid-Lindgren-Gedächtnis-Preis
- Astrid-Lindgren-Preis
- August-Preis
- Bellman-Preis
- Dobloug-Preis jährlich zwei schwedische und zwei norwegische Preisträger
- Expressens Heffaklump
- Flintyxan – historische Kriminalliteratur
- Gerard-Bonnier-Preis
- Gerard-Bonnier-Lyrikpreis
- Kellgren-Preis
- Mölle-Literaturpreis
- Nils-Holgersson-Plakette
- Norrlands Literaturpreis
- Poloni-Preis – Kriminalliteratur
- Schwedischer Krimipreis – Kriminalliteratur
- Tomas Tranströmerpriset
- Tucholsky-Preis

#### Schweiz
- Aargauer Literaturpreis – 1978–2006
- Basler Literaturpreis
- Basler Lyrikpreis
- Berner Literaturpreis – seit 1969
- Blancpain-Imaginist Literaturpreis – seit 2018
- Bündner Literaturpreis – seit 1999
- Conrad-Ferdinand-Meyer-Preis – 1938–2022
- Gottfried-Keller-Preis – seit 1922
- Grand Prix C.-F. Ramuz – seit 1955
- Grosser Literaturpreis des Kantons Bern – seit 1981
- Grosser Literaturpreis von Stadt und Kanton Bern – seit 2010
- Grosser Schillerpreis – seit 1920
- Heinz-Weder-Preis für Lyrik – seit 1999
- Jan Michalski Literaturpreis  – seit 2010
- Jonathan-Swift-Preis – seit 2015
- Kurt Marti Preis – seit 2018
- Literaturpreis des Kantons Bern – seit 2005
- Max Frisch-Preis – seit 1998
- Prix Colette
- Robert Walser-Preis – seit 1978
- Schillerpreis der Zürcher Kantonalbank – seit 1979
- Schweizer Buchpreis – seit 2008
- Schweizer Krimipreis – seit 2021
- Schweizer Literaturpreise – seit 2013
- Solothurner Literaturpreis – seit 1994
- Spycher: Literaturpreis Leuk – seit 2001
- Prix européen de l’essai Charles Veillon – seit 1975
- Prix des lecteurs de la Ville de Lausanne – seit 2015
- Prix Lipp Suisse – seit 1988
- Prix Michel-Dentan – seit 1984
- Prix Rambert – seit 1903
- Prix du roman des Romands – seit 2009
- Preis der Welti-Stiftung für das Drama – seit 1927
- Zürcher Kinderbuch-Preis – seit 1976

#### Serbien
- Aleksandar Tišma International Literary Prize
- Andrić-Preis
- Isidora-Sekulić-Preis

#### Slowenien
- Kresnik-Preis
- Levstik-Preis
- Prešeren-Preis
- Vilenica-Preis

#### Skandinavien
- Glasnyckeln – Kriminalliteratur – seit 1992

#### Spanien
- Premio Alfaguara de Novela – seit 1965
- Premiu Nacional de Lliteratura Asturiana – seit 2016, erstmals 2017 verliehen
- Biblioteca Breve – seit 1958
- Cervantespreis – seit 1976
- Königin-Sofía-Preis
- La Catalana de Lletres, katalanischer Lyrikpreis (2003 bis 2006)
- Premio de Novela Ciudad de Torrevieja
- Premio Fundación José Manuel Lara, Kategorie „Roman“
- Premio Fernando Lara de Novela, Kategorie „Novelle“
- Literaturpreis der Stadt Málaga, seit 2005, international ausgerichtet
- Nadal-Literaturpreis
- Prinz-von-Asturien-Preis
- Premi Carlemany
- Premio Hammett – Kriminalliteratur
- Premio de Narrativa Breve Ribera del Duero – spanischsprachige Kurzgeschichte, international ausgerichtet
- Premio Planeta
- Premi Sant Jordi de novel·la

#### Ukraine
- Taras-Schewtschenko-Preis – seit 1962
- Lessja-Ukrajinka-Preis – seit 1970
- Maksym-Rylskyj-Preis – seit 1972[2]
- Antonowytsch-Preis – seit 1981[3]
- Wolodymyr-Sosjura-Preis – seit 1993
- Stepan-Rudanskyj-Preis – seit 1994
- Wolodymyr-Swidsinskyj-Preis – seit 2000[4]
- BBC Buch des Jahres  – seit 2005[5]
- Olha-Kobyljanska-Preis – seit 2006[6]
- LitAkzent des Jahres – seit 2008[7]
- Literaturpreis der UNESCO-Stadt Lwiw
- Jurij-Schewelow-Preis – seit 2013
- Platon-Woronko-Preis – seit 2018[8]

#### Ungarn
- Attila-József-Preis (seit 1950[9])
- Balassi Bálint-emlékkard (seit 1997[10])
- Ungarischer Literaturpreis
- Sándor Bródy-Preis (1995 gestiftet zu Ehren von Sándor Bródy[11])
- Sandor-Marai-Preis (gestiftet im Dezember 1994)
- ehemalige Preise:
  - Baumgarten-Preis (verliehen 1929 bis 1944 und 1946 bis 1949; gestiftet 1923 von Franz Ferdinand Baumgarten)
  - Kossuth-Preis (bis einschließlich 1962 in der Rubrik 'Literatur' vergeben)

### Afrika

#### Mosambik
- Prémio LeYa
- Prémio José Craveirinha de Literatura

#### Niger
- Prix Boubou Hama – seit 1989

#### Südafrika
- Hertzogprys – seit 1916
- CNA Literary Award – seit 1961
- Alan Paton Award – seit 1989

### Amerika

#### Argentinien
- Gran Premio de Honor de la Sociedad Argentina de Escritores – seit 1944

#### Brasilien
- Prémio Camões – seit 1989
- Prêmio Esso
- Prêmio Jabuti – seit 1959
- Prêmio Juca Pato – seit 1963
- Prémio LeYa – seit 2008
- Prêmio Machado de Assis – seit 1941

#### Chile
- Juegos Florales de Chile
- Premio Atenea – seit 1929
- Premio Iberoamericano de Narrativa Manuel Rojas – seit 2012
- Premio Nacional de Literatura de Chile

#### Kanada
- Amazon.ca First Novel Award – für das beste Romandebüt eines kanadischen Bürgers oder Einwohners
- Arthur Ellis Award – Kriminalliteratur
- BC Book Prizes – Gruppe von Literaturpreisen
- Canada Reads/Le combat des livres
- Christie Harris Illustrated Children’s Literature Prize – für das beste illustrierte Kinderbuch
- Danuta Gleed Literary Award – für die beste erste englischsprachige Kurzgeschichtensammlung eines kanadischen Schriftstellers
- Dorothy Livesay Poetry Prize – Lyrik
- Ethel Wilson Fiction Prize – für das beste literarische Werk eines Einwohners von British Columbia
- Floyd S. Chalmers Award in Ontario History – Historisches Sachbuch
- Governor General’s Awards, Sammelbezeichnung für 7 verschiedene Sparten, je in zwei Landessprachen Englisch, Französisch
  - Governor General’s Award for Fiction
- Griffin Poetry Prize – Lyrik
- Hubert Evans Non-Fiction Prize – Sachbuch
- Journey Prize – für die beste Kurzgeschichte eines Jungautors, die in einem kanadischen Literaturmagazin erschienen ist
- Lieutenant Governor’s Award for Literary Excellence
- Matt-Cohen-Preis
- Roderick Haig-Brown Regional Prize – Sachbuch mit regionalem Bezug zu British Columbia
- Giller-Preis
- Sheila A. Egoff Children’s Literature Prize – Kinderbuch
- Sunburst Award
- Toronto Book Awards – Fiktion, Sachbuch
- Trillium Book Award – Fiktion, Sachbuch, Drama, Kinder- und Jugendbücher sowie Lyrik
- Vicky Metcalf Award

#### Mexiko
- Carlos-Fuentes-Preis

#### USA
- American Book Award
- Agatha Award – Kriminalliteratur
- Anthony Award – Kriminalliteratur
- Barry Award – Kriminalliteratur
- Dilys Award – Kriminalliteratur
- Edgar Allan Poe Award – Kriminalliteratur
- Gumshoe Awards – Kriminalliteratur
- Hammett Prize – Kriminalliteratur
- Hugo Award – amerikanischer Fan-Preis für Science-Fiction
- International Thriller Award – Kriminalliteratur
- James Tiptree, Jr. Award – für Werke der Science-Fiction oder Fantasy, die die Geschlechterrollen untersuchen oder erweitern
- Lannan Literary Awards, seit 1989 in verschiedenen Kategorien vergebene Fellowships
- Locus Award
- Macavity Award – Kriminalliteratur
- National Book Award
- National Book Critics Circle Award
- Nebula Award – amerikanischer Schriftsteller-Preis für Science-Fiction
- Nero Wolfe Award – Kriminalliteratur
- Newbery Medal – amerikanischer Kinderbuchpreis
- T. Jefferson Parker Book Award – Kriminalliteratur
- PEN/Faulkner Award for Fiction
- Philip K. Dick Award, SF
- Pulitzerpreis – der Preis der amerikanischen Journalisten
- Readers Choice Award – Krimipreis
- Regina Medal – katholischer Kinderbuchpreis
- Robert W. Bingham Prize – für die Arbeit am zweiten Werk eines literarischen Debütanten
- Shamus Award – Kriminalliteratur
- Sue Kaufman Prize for First Fiction
- The Nero Wolfe Award – Kriminalliteratur

### Asien

#### China
- Blancpain-Imaginist Literaturpreis, siehe Blancpain
- Lu-Xun-Literaturpreis
- Mao-Dun-Literaturpreis
- Pamir International Poetry Price
- Staatspreis der VR China

#### Indien
- Jnanpith Award

#### Iran
- Sadegh Hedayat Preis
- Huschang Golschiri Preis

#### Israel
- Bialik-Preis
- Geffen-Preis
- Herzl-Literaturpreis
- Israel-Preis
- Jabotinsky-Preis
- Jerusalem-Preis
- Nordau-Literaturpreis
- Shalom-Aleichem-Literatur-Preis
- Sokolov-Preis
- Yitzhak-Sadeh-Preis

#### Korea
- Park-Kyung-ni-Literaturpreis – seit 2011

#### Pakistan
- Salam Award for Imaginative Fiction – seit 2017

#### Türkei
- Yunus-Nadi-Preis – seit 1946
- Sait-Faik-Literaturpreis – seit 1955
- Orhan-Kemal-Literaturpreis – seit 1972
- Haldun-Taner-Preis – seit 1987
- Duygu-Asena-Romanpreis – seit 2007

### Australien und Ozeanien

#### Australien
- Victorian Premier’s Literary Award – seit 1986
- Aurealis Award – seit 1996
- Aurealis Award/Science Fiction – seit 1996
- Kathleen Mitchell Award – seit 1996
- Miles Franklin Award – seit 1957
- Ned Kelly Award – Kriminalliteratur – seit 1996
- Patrick White Award – seit 1974